# Lanester
 Lanester  (en bretón Lannarstêr) es una población y comuna francesa, situada en la región de Bretaña, departamento de Morbihan, en el distrito de Lorient. Es el chef-lieu del cantón de su nombre.
Fue constituida en 1909 a partir de Caudan.

## Demografía
| ...                       | ... | ... | ... | ... | ... | ... | ... | ... | ... | ... | ... | ... | ... | ... | ... | ... | ... | ... | ... | 7 729 | 8 038 | 7 790 | 7 795 | 8 668 | 5 750 | 11 737 | 16 571 | 19 245 | 21 074 | 21 643 | 22 102 | 21 897 | 22 598 |
| (Fuente: INSEE y Cassini) |     |     |     |     |     |     |     |     |     |     |     |     |     |     |     |     |     |     |     |       |       |       |       |       |       |        |        |        |        |        |        |        |        |